# 4250 Perun
4250 Perun eller 1984 UG är en asteroid i huvudbältet som upptäcktes den 20 oktober 1984 av den tjeckiske astronomen Zdeňka Vávrová vid Kleť-observatoriet. Den är uppkallad efter Perun i slavisk mytologi.
Asteroiden har en diameter på ungefär 22 kilometer.